# Daniel Sibrián
Daniel Arturo Sibrián Bueso (La Esperanza, Intibucá, 26 de diciembre de 1973) es un abogado y jurista hondureño, fue elegido como Fiscal General Adjunto de Honduras desde 2018 hasta 2023 y también como Fiscal General de manera interina desde el 1 de septiembre, por falta de acuerdos para elegir a nuevas autoridades en el Congreso Nacional de Honduras presuntamente evitó órdenes de captura a diputados del Partido Nacional, hasta el 1 de noviembre de 2023, cuando fue destituido de manera controvertida por 9 diputados oficialistas del gobernante partido Libre.

## Biografía

### Formación académica
Egresó en 2000 como licenciado en ciencias jurídicas y sociales, con énfasis en derecho mercantil, por la Universidad Nacional Autónoma de Honduras. Su título de abogado lo recibió en 2005 y su execuátur de notario en 2012. Es, además, máster en derecho público por la Universidad de Jaén.

### Carrera judicial y fiscal
Es funcionario judicial de carrera. Alternó sus estudios de pregrado con el ejercicio de escribiente en el Juzgado de Letras de lo Criminal de Francisco Morazán, entre 1994 y 1997, y posteriormente pasó a desempeñarse como relator de la Corte Suprema de Justicia. Cuando Miguel Ángel Rivera Portillo ocupó la presidencia del Supremo, se le ascendió a secretario de la Sala de lo Penal. El 16 de abril de 2002, la presidenta de la Suprema Corte, Vilma Morales, lo trasladó al cargo de secretario de la Sala de lo Constitucional, que era presidida por el magistrado Carlos Alberto Gómez Moreno, y después, en esa misma sala, se desempeñó brevemente como receptor. El 25 de febrero de 2009, el entrante presidente de la Corte, Jorge Rivera Avilés, lo retornó a ocupar la secretaría de la Sala de lo Constitucional, ahora presidida por Óscar Chinchilla. 
El 1 de marzo de 2014, meses después de la juramentación de Óscar Chinchilla como fiscal general de la República, se le contrató como su consultor dentro del Ministerio Público. Durante el proceso de proposición y elección del fiscal general correspondiente al período 2018-2023, Daniel Sibrián superó las audiencias públicas y se convirtió en uno de los cinco candidatos idóneos a suceder a Óscar Chinchilla, aunque sin llegar como favorito a la elección del Congreso Nacional. El 30 de junio de 2018, un total de 88 diputados lo eligieron como fiscal general adjunto de la República, convirtiéndose en la segunda persona al mando del Ministerio Público, por detrás de Óscar Chinchilla, que resultó reelecto controversialmente.

### Fiscal interino
Su período como fiscal adjunto finalizaría a inicios de septiembre de 2023, pero un día antes el pleno del Congreso Nacional de Honduras no logró los votos necesarios para elegir a los nuevos dirigentes del Ministerio Público, Sibrián continuó en el cargo de acuerdo a la Ley Orgánica del Congreso que lo facultaba a mantenerse ahí hasta que se presentaran sus sucesores, mientras que Chinchilla abandonó el cargo ese mismo día. La misma noche el diputado Luis Redondo, cabeza de la junta directiva del congreso, anunció que él y miembros del partido gobernante, no reconocían más como autoridades del ente investigador a los fiscales salientes, mientras que la oposición, más numerosa, sí lo reconoció. Un mes después el congreso intentó elegir nuevas autoridades del MPH sin embargo, ninguna fórmula obtuvo los 86 votos requeridos, siendo la de la oposición la que obtuvo más votos (72) mientras que el oficialismo solo obtuvo 52, desde entonces las sesiones en el congreso fueron suspendidas por el dirigente Redondo. El 31 de octubre finalizaban las sesiones ordinarias del congreso y miembros de la oposición se autoconvocaron para prorrogarlas y así insistir en elegir a las nuevas autoridades, mientras que el oficialismo decidió nombrar una Comisión Permanente de 9 miembros ignorando la decisión de 72 diputados, y bajo una interpretación antojadiza de la Constitución que les permitía nombrar autoridades de forma temporal en caso de ausencia definitiva de los titulares, decidieron nombrar a fiscales interinos afines al partido de gobierno, a pesar de que Sibrián se mantenía en el cargo y que horas antes había solicitado un juicio político al Luis Redondo quién ejercía la presidencia del congreso. La oposición realizó otra sesión en la que derogaron la resolución que nombraba a los interinos, sin embargo no les fue permitido publicarla en el diario oficial pero sí lo hicieron en los diarios de mayor circulación, a pesar de eso el apoyo político del gobierno de Castro-Zelaya permitió que tomaran posesión.